# Nazionale maschile under 18 di pallacanestro di Singapore
La nazionale di pallacanestro singaporiana Under-18 è una selezione giovanile della nazionale singaporiana di pallacanestro, ed è rappresentata dai migliori giocatori di nazionalità singaporiana di età non superiore ai 18 anni.
Partecipa a tutte le manifestazioni internazionali giovanili di pallacanestro per nazioni gestite dalla FIBA.

## Partecipazioni

### FIBA AsiaBasket Under-18
- 1970 - 7°
- 1972 - 6°
- 1974 - 8°
- 1977 - 14°
- 1978 - 13°

- 1980 - 10°
- 1982 - 12°
- 1984 - 7°
- 1989 - 14°
- 1992 - 12°

- 1995 - 12°
- 1996 - 14°
- 2000 - 16°
- 2004 - 15°
- 2006 - 15°

- 2012 - 16°